# Meo-Micaela Hahne
Meo-Micaela Hahne (* 18. März 1947 in Heidelberg) ist eine deutsche Juristin und war Vorsitzende des XII. Zivilsenats des Bundesgerichtshofes, der zuständig ist für Familienrecht und gewerbliches Miet- und Pachtrecht.

## Leben
Hahne promovierte 1973 zum Thema Das Drittwirkungsproblem in der Europäischen Konvention zum Schutz der Menschenrechte und Grundfreiheiten an der Universität Heidelberg. Ihre richterliche Karriere begann Meo-Micaela Hahne 1974 in Baden-Württemberg. Sie war zunächst in der Probezeit am Landgericht Mannheim und an der dortigen Staatsanwaltschaft tätig. Sie wurde 1977 zur Richterin am Amtsgericht Mannheim ernannt und 1984 Richterin am Landgericht Karlsruhe. Oktober 1987 wurde sie Richterin am Oberlandesgericht Karlsruhe. 1992 wurde sie  Richterin am Bundesgerichtshof und gehörte dem XII. Zivilsenat an. 1999 wurde Hahne stellvertretende Vorsitzende des Senats und im November 2001 als Nachfolgerin von Friedrich Blumenröhr Vorsitzende des XII. Senates. Am 30. April 2012 trat sie in den Ruhestand.
Meo-Micaela Hahne befasst sich neben ihrer richterlichen Tätigkeit rechtswissenschaftlich durch Veröffentlichungen mit dem Familienrecht.